# 何処へ (曲)
「何処へ」（いずこへ）は、1966年12月5日にジャッキー吉川とブルー・コメッツが発売した楽曲である。

## 解説
- 作詞・作曲は万里村ゆき子である。
- 石坂洋次郎原作の同名連続テレビドラマ「何処へ」（日本テレビ系）の主題歌。そのため、日本テレビ系列以外で音楽番組に出演した場合は、B面収録曲であった「センチメンタル・シティ」（藤浩一のデビュー曲「故郷の悲しき星」と同一曲）を披露する場合も多かった。その後「センチメンタル・シティ」は表題曲に昇格し、両A面シングル「センチメンタル・シティ/何処へ」として再リリースされた（発売日不明）。
- 因みにブルー・コメッツも「ブルー・スターズ」の名でドラマ「何処へ」の最終話に限りゲスト出演しており、ブルー・コメッツの楽曲である「青い瞳」（日本語バージョン）を歌うシーンがある[1]。
- この曲には、井上忠夫と三原綱木のソロ・パートが入っている。
- 歌入りシングルとしては3枚目にして初のステレオ収録ということになる。
- 2014年6月11日にはMEG-CDよりCD-Rシングルとして発売された。

## 収録曲
| #         | タイトル                                       | 作詞         | 作曲             | 編曲                       | 時間 |
| --------- | ---------------------------------------------- | ------------ | ---------------- | -------------------------- | ---- |
| 1.        | 「何処へ（IZUKO-E）」                          | 万里村ゆき子 | 万里村ゆき子     | 万里村ゆき子               | 2:54 |
| 2.        | 「センチメンタル・シティ（Sentimental City）」 | 橋本淳       | すぎやまこういち | 井上忠夫（ノンクレジット） | 1:54 |
| 合計時間: | 合計時間:                                      | 合計時間:    | 合計時間:        | 合計時間:                  | 4:48 |